# Hadena protensa
Hadena protensa là một loài bướm đêm trong họ Noctuidae.